# 军旅礼仪
军族礼仪，是一种藏传佛教行军加持的仪式。

当发生战争的时候，蒙古族或藏族同胞行军前，藏传佛教的喇嘛必诵经行法，以获得佛力的加持，永保安康。当军人得病或伤亡的时候，喇嘛为他们做法祈祷。一战激发，喇嘛们和后备士兵都大声诵念六字真言。以提高战士们的士气或借助佛力提高战斗力。